# Léon-Alexandre Delhomme

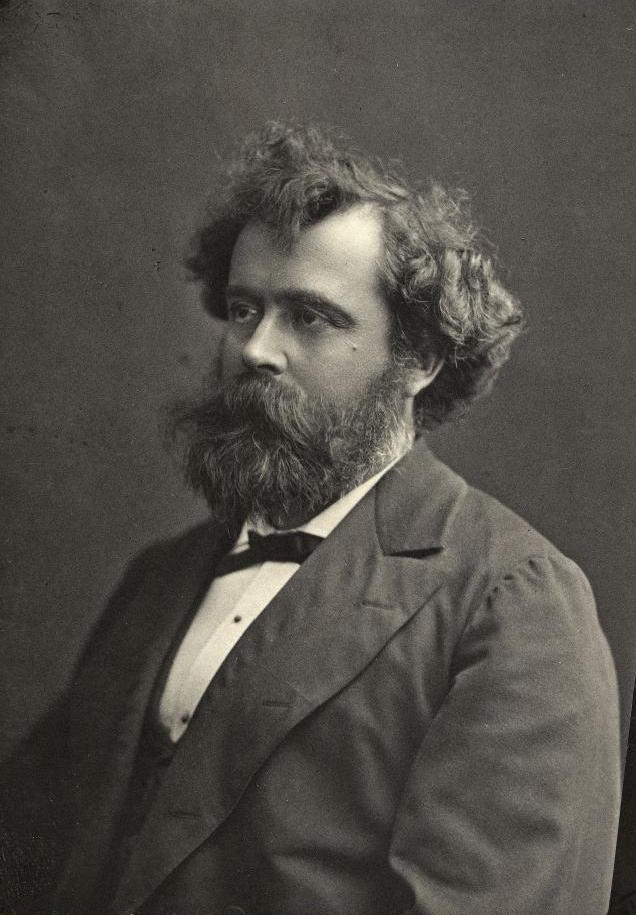
Retrato de Léon-Alexandre Delhomme por Marius c. 1885

Léon-Alexandre Delhomme (Tournon-sur-Rhône, Ardèche, 20 de julio de 1841-París, 16 de marzo de 1895) fue un escultor y político francés.
Entre sus obras se encuentran la estatua de la República en el peristilo de La Sorbona y la estatua en bronce Democritus meditando sobre el alma (1868), actualmente en el Museo de Bellas Artes de Lyon.
Junto con nombres de la talla de Falguière, Barrias, Crauk, Chaplain, Allar, Coutan, Delaplanche y Lanson, fue considerado uno de los mejores escultores del país que fueron encargados de realizar una estatua sentada para el nuevo edificio de La Sorbona.

## Historia

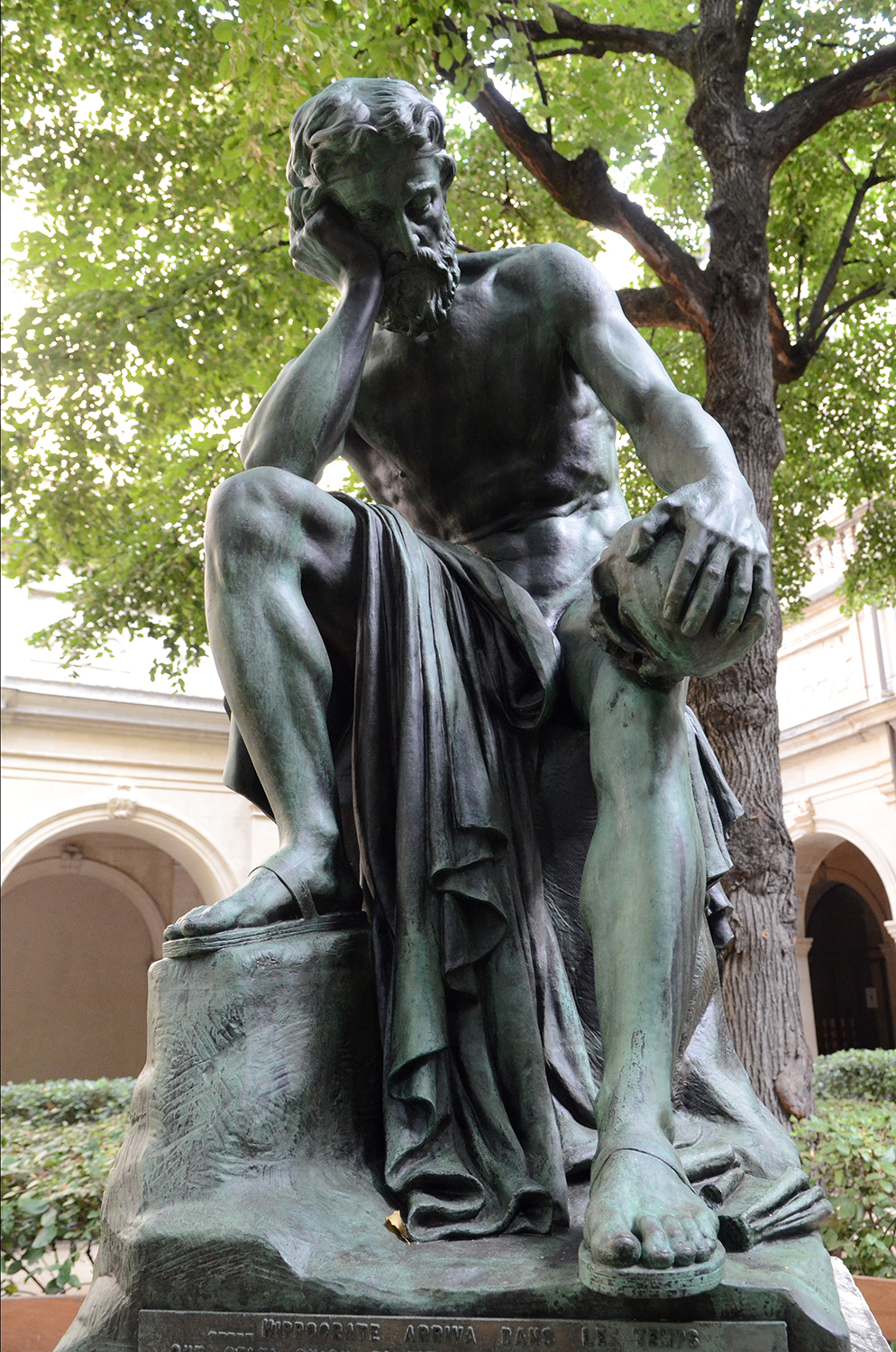
Démocrite méditant sur le siège de l'âme (Democritus meditando sobre el alma, 1868). Estatua en bronce por Léon-Alexandre Delhomme. Actualmente en el Museo de Bellas Artes de Lyon.

Tras estudiar en la École des Beaux-Arts, trabajó en los estudios de Augustin Dumont (1801-1884) y de Joseph-Hugues Fabisch (1812-1886).
Su estatua de Louis Blanc en la Place Monge de París fue una de 70 estatuas que fueron fundidos por los alemanes durante la Segunda Guerra Mundial para su industria armamentística.